# カトリーヌ・アルノー
カトリーヌ・アルノー（ Cathérine Arnaud 1963年2月5日-) は、フランスのボルドー出身の柔道選手。現役時代は56kg級の選手。身長156cm。

## 人物
1984年の世界選手権で3位となると、1987年の世界選手権では優勝を果たした。翌年の1988年ソウルオリンピック(公開競技)では3位だった。1989年の世界選手権では2連覇を達成した。1992年バルセロナオリンピックでは7位に終わりメダルを獲得できなかった。

## 主な戦績
- 1984年 - 世界選手権　3位
- 1985年 - イギリス国際　3位
- 1986年 - ベルギー国際　優勝
- 1986年 - オーストリア国際　優勝
- 1986年 - 世界学生　優勝
- 1987年 - ヨーロッパ選手権　優勝
- 1987年 - 世界選手権　優勝
- 1987年 - 福岡国際　3位
- 1988年 - フランス国際　優勝
- 1988年 - ヨーロッパ選手権　優勝
- 1988年 - ソウルオリンピック　3位
- 1989年 - ヨーロッパ選手権　優勝
- 1989年 - 世界選手権　優勝
- 1990年 - フランス国際　2位
- 1990年 - ヨーロッパ選手権　優勝
- 1990年 - 福岡国際　3位
- 1991年 - ヨーロッパ選手権　3位
- 1992年 - ドイツ国際　3位
- 1992年 - ヨーロッパ選手権　3位
- 1992年 - バルセロナオリンピック　7位